# Condado de Adair (Oklahoma)
O Condado de Adair é um dos 77 condados do estado americano do Oklahoma. A sede do condado é Stilwell, que é também a sua maior cidade.
O condado tem uma área de 1494 km², uma população de 21 038 habitantes (segundo o censo nacional de 2000). Foi fundado em 1907. O seu nome é uma homenagem à família Adair da tribo dos Cherokees.